# Коптилов, Григорий Александрович
Григо́рий Алекса́ндрович Копти́лов (1917—2000) — сержант Рабоче-крестьянской Красной Армии, участник Великой Отечественной войны, Герой Советского Союза (1943).

## Биография
Григорий Коптилов родился 20 сентября 1917 года в Николаевске-на-Амуре (ныне — город в Хабаровском крае). После окончания начальной школы работал в рыболовецкой артели, затем шахтёром. В 1938 году Коптилов был призван на службу в Рабоче-крестьянскую Красную Армию. С 1941 года — на фронтах Великой Отечественной войны. В начале войны попал в плен, но бежал из лагеря, скрывался в селе Басовка Сумского района Сумской области Украинской ССР. Когда в марте 1943 года это село было освобождено Красной Армией, Коптилов повторно был призван.
К сентябрю 1943 года сержант Григорий Коптилов командовал отделением 842-го стрелкового полка 240-й стрелковой дивизии 38-й армии Воронежского фронта. В ночь с 27 на 28 сентября 1943 года Коптилов переправился через Днепр в районе села Лютеж Вышгородского района Киевской области Украинской ССР и принял участие в захвате плацдарма на его западном берегу и отражении вражеских контратак.
Указом Президиума Верховного Совета СССР от 13 ноября 1943 года «за мужество и отвагу, проявленные во время форсирования Днепра и удержании плацдарма на правом берегу реки» сержант Григорий Коптилов был удостоен высокого звания Героя Советского Союза с вручением ордена Ленина и медали «Золотая Звезда» за номером 2747.
В июне 1944 года Коптилов получил тяжёлое ранение. После окончания войны по состоянию здоровья он был демобилизован. Проживал в Басовке, работал в местном колхозе. Умер 16 марта 2000 года, похоронен в Басовке.
Был также награждён орденом Отечественной войны 1-й степени и рядом медалей.